# Contentfarm
Een contentfarm is een internetbedrijf dat grote hoeveelheden content (inhoud) laat maken door freelancers, zoals teksten, video's, lifehacks en schoonheidstips. Vaak wordt dit gezien als inhoud van lage kwaliteit.

## Beschrijving
Het verdienmodel is gericht op het aantrekken van zoveel mogelijk paginaweergaven, mogelijk door zoekmachineoptimalisatie. Daarom bevatten de artikelen clickbait-titels en uitlokkende plaatjes. Voorbeelden zijn "5 soorten voedsel die je nog niet kent" of "Werk sneller met deze geheime tips". Inkomsten worden vervolgens gegenereerd via online advertenties.
Inhoudelijk bestaan de meeste berichten afkomstig van contentfarms uit onderwerpen die, in tegenstelling tot de korte houdbaarheid van nieuwsberichten, op de lange termijn lezers kan blijven aantrekken.
Er zijn meestal twee bedrijfsmodellen, waarbij als eerste de aanbieder veelgestelde vragen van zoekmachines analyseert (bijvoorbeeld via Google Trends) en auteurs de opdracht geeft om op maat gemaakte teksten te schrijven, of als tweede de auteurs vrij zijn om hun onderwerpen te kiezen en zich vooral richten van hun inhoud voor zoekmachines. In het eerste geval krijgt een freelance schrijver bijvoorbeeld te zien dat men zoekt op "versieren" en "taart". Deze schrijver produceert vervolgens een kort artikel met pakkende titel waarin wordt uitgelegd hoe je snel en eenvoudig een taart kunt versieren.

## Voorbeelden
Enkele voorbeelden van contentfarms zijn:
- Answers.com
- EzineArticles
- Associated Content
- eHow.com
- About.com
- Technocrati
- Suite 101
- HubPages

## Kritiek
Volgens critici bieden contentfarms inhoud van relatief lage kwaliteit en maximaliseren hun winst door "net goed genoeg" materiaal te produceren, in plaats van artikelen van hoge kwaliteit. Artikelen worden meestal samengesteld door menselijke schrijvers, in plaats van door geautomatiseerde processen, maar ze zijn mogelijk niet geschreven door een specialist in de gepubliceerde onderwerpen. Daarom hebben veel van de video's zogeheten disclaimers, die niet altijd duidelijk worden getoond.
Zoekmachines zien contentfarms als een probleem, omdat ze de gebruiker naar minder relevante en kwalitatief mindere resultaten van de zoekopdracht leiden. De snelle opzet van artikelen op dergelijke websites heeft geleid tot vergelijkingen met de fastfoodindustrie.